# Pluriel interne
Pour un article plus général, voir Pluriel.
Le terme de pluriel interne a deux acceptions principales en linguistique, celles-ci n'ayant pas de rapport entre elles :
- au niveau morphologique, on parle de pluriel interne pour décrire une forme plurielle construite, non par adjonction d'affixes, mais par modification du radical (on parle aussi de pluriel brisé) ;

- au niveau cognitif et grammatical, le pluriel interne concerne des termes pluriels envisagés comme des singuliers. Ce terme a été proposé dans ce sens par le linguiste Gustave Guillaume.

## Pluriel interne morphologique
Il est répandu dans les langues chamito-sémitiques, sans leur être spécifique toutefois.

### En français
- bœuf [bœf] → bœufs [bø] est intéressant car c'est un pluriel interne uniquement à l'oral.[réf. nécessaire]

### En arabe
Une grande partie des noms (et même certains adjectifs) arabes forment leur pluriel en réorganisant les voyelles intercalées entre les trois consonnes radicales. Il existe un nombre de modèles (ou formes) communs au pluriel[pas clair] et il arrive souvent que des noms singuliers du même modèle prendront le même modèle au pluriel. Par exemple, qimmah (قمّة - sommet) prend la même forme au pluriel (qimam قمم) que l'exemple qiTTah/qiTaT affiché ci-dessous.

### En maltais
Le maltais est une langue d'origine arabe, qui a emprunté des éléments notamment à l'Italien et au sicilien :
- skola → skejjel « école(s) »

### En hébreu
L'hébreu israélien a hérité de la langue classique des formes de pluriel "brisé" dans le groupe des "ségolés":
- shekel → shkalim « sicle(s)/shekel », kotel → ktalim« muraille, mur(s)/Mur des Lamentations » et les correspondants féminins de formes ségolées (en) comme "yalda" → yeladot « fille »; ou shixva → shxavot « couche/classe d'âge ». Leur nombre est relativement restreint et parallèlement, la langue actuelle a créé des formes qui ne répondent pas au schéma classique, comme "shimsha" qui présente le pluriel ""shimshot" non standard.

### En guèze et en amharique
L'amharique a conservé des formes archaïques de pluriel interne héritées du guèze, ainsi que des formes combinant pluriels interne et externe. Ce mode de formation n'est plus productif de nos jours :
- hagär → ahəgur « pays » (en guèze : hagar → āhgur)
- kokäb → käwakəb-t « étoile(-s) »

### En breton
Il existe en breton quelques cas de pluriels internes par alternance vocalique, mais il s'agit généralement de formes archaïques ou régionales, en concurrence avec d'autres formes :
- louarn → lern « renard(s) » (également : louarn(i)ed, louarni, luerned)
- tarv → terv « taureau(x) » (également : tirvi, taroioù)
- maen → mein « pierre(s) »

### En anglais
- man → men « homme(s) »
- mouse → mice « souris »
- goose → geese « oie(s) »

## Pluriel interne cognitif
Guillaume oppose, dans le cadre de l'opposition conceptuelle continu/discontinu (ou discret), le « pluriel externe », auquel nous sommes habitués, qui serait une « saisie du singulier sous une forme multipliante de pluriel », et le « pluriel interne », qui serait, au contraire, une « saisie du pluriel sous une forme unifiante de singulier ».
Selon Guillaume, le pluriel interne serait la marque de langues anciennes ; il aurait « pratiquement disparu des langues évoluées dont nous nous servons en Europe et qui ont conquis le Nouveau Monde ». Il en subsisterait en français d' « infimes vestiges » :
- les mots qui ne s'emploient qu'au pluriel (fiançailles, obsèques, limbes) ; on parle aussi de plurale tantum.
- certains pluriels irréguliers comme yeux, par opposition à œils (des œils-de-bœuf).

Le pluriel interne, qui aurait généralement disparu à l'époque « préhistorique », resterait représenté dans les langues indo-européennes archaïsantes par le duel.
Marc Wilmet reprend le terme de pluriel interne à propos de mots tels que lunettes, ciseaux, bretelles (représentant un seul objet). Il rapproche également l'aspect multiplicatif induit par certains infixes comme -aill-, -ot-, etc. (« criailler, clignoter, etc. ») de la notion de pluriel interne.